# Eugen Maria Cordier
Eugen Maria Cordier (* 12. Januar 1903 in Straßburg; † 4. Juli 1974 in München) war ein deutscher Maler, Graphiker und Gebrauchsgraphiker.

## Leben
Eugen Maria Cordier belegte ein Studium an der Kunstakademie München bei  Julius Diez. Danach war er Mitarbeiter der Zeitschrift Jugend und Mitglied der Vereinigung Münchner Plakatkünstler. Cordier arbeitete oft für Ausstellungen und Kundgebungen. Sein Stil ist geprägt von den kubisch vereinfachenden Tendenzen des Art déco. Stilistisch ist er dem Münchner Graphiker Hermann Keimel nahe. Dieser Stil entsprach nicht den Kunstvorstellungen der Nationalsozialisten. Sein Plakat für die Münchner Kunstausstellung 1932 wurde nach der Machtübernahme Hitlers in Zeitungsartikeln angegriffen und als „entartet“ diffamiert. Wie viele Gebrauchsgraphiker macht Cordier stilistisch Zugeständnisse an die Ästhetik der Nationalsozialisten.

## Werke (Auswahl)
- Schwabylon fest der Akademie, Schwabinger Bräu, München 1925.
- Conditorei & Cafe Rehfuss. Ravensburg 1928.
- Fahrschule Eibel. München 1927.
- Münchner Kunstausstellung im Deutschen Museum. 1932.
- Die Straße. Ausstellung München 1934
- Süddeutsche Volkskunst. Ausstellung, München 1937.
- Mit Kraft durch Freude durch den Fasching 1937.
- Fernsehen – Sonderschau im Deutschen Museum. 1937.
- 2. Internationale Jugendkundgebung München. 1948.
- Oktoberfest. München, offizielles Plakat, 1952.